# Conchomyces
Conchomyces — рід грибів родини Tricholomataceae. Назва вперше опублікована 1927 року.

## Класифікація
До роду Conchomyces відносять 3 види:
- Conchomyces bursaeformis
- Conchomyces bursiformis
- Conchomyces verrucisporus